# Pero rectisectaria
Pero rectisectaria là một loài bướm đêm trong họ Geometridae.